# 北須坂駅
北須坂駅（きたすざかえき）は、長野県須坂市大字小河原にある長野電鉄長野線の駅である。駅番号はN14。

## 歴史
- 1923年（大正12年）3月26日：河東鉄道により豊洲駅として開業[1]。
- 1926年（大正15年）9月30日：長野電気鉄道と河東鉄道の合併により、長野電鉄の駅となる。
- 1944年（昭和19年）1月11日：戦争激化に伴う節電のため休止[1]。
- 1960年（昭和35年）4月11日：北須坂駅に改称し営業再開（無人化）[1]。
- 1964年（昭和39年）12月1日：駅員配置。
- 1994年（平成6年）6月24日：駅舎改築・交換駅化工事完成（工費約2億円）[1][2]。
- 2007年（平成19年）3月1日：再度無人駅となる[1]。
- 2011年（平成23年）2月13日：ダイヤ改正によりB特急通過駅となる[1]。
- 2018年（平成30年）4月3日：ダイヤ改正により、当駅での列車交換がなくなる[3]。
- 2023年〜2024年：副本線の線路が撤去され、1面1線となる。

## 駅構造
開業時には単式ホーム1面1線だったが、1994年に島式ホーム1面2線を持つ1線スルー方式の構造に変更された。しかし、2019年には副本線が撤去され、再び棒線駅に戻る形となった。また、かつては有人駅だったが、現在は無人駅である。
2007年に構内自動放送設備が新設され、早朝・夜間を除いて自動放送が入るようになった。

### のりば
| 番線 | 路線    | 方向 | 行先                 |
| ---- | ------- | ---- | -------------------- |
| 2    | ■長野線 | 上り | 須坂・長野方面       |
| 2    | ■長野線 | 下り | 信州中野・湯田中方面 |

- 撤去前は副本線が1番線となっていた。ただし、「1番線」「2番線」と書かれた表示は残されたままになっている。

## 利用状況
近年の一日平均乗車人員の推移は下記のとおり。
| 年度   | 一日平均 乗車人員 |
| ------ | ----------------- |
| 2007年 | 358               |
| 2008年 | 372               |
| 2009年 | 360               |
| 2010年 | 358               |
| 2011年 | 353               |
| 2012年 | 346               |
| 2013年 | 332               |
| 2014年 | 333               |
| 2015年 | 331               |
| 2016年 | 342               |
| 2017年 | 340               |
| 2018年 | 367               |
| 2019年 | 365               |

## 駅周辺
- 鈴木 本社
- 国道403号
- 須坂市立旭ケ丘小学校

## バス路線
駅前の市道上にすざか市民バスの北須坂駅停留所がある。

### すざか市民バス
- K 北相ノ島線[6]
  - 須坂駅 - 北須坂駅 - 北相ノ島町

## 隣の駅
長野電鉄
■長野線
■A特急・■B特急
通過
■普通
須坂駅 (N13) - 北須坂駅 (N14) - 小布施駅 (N15)